# سيدي الرجل لا (مسلسل)
سيدي الرجل لا. مسلسل كويتي، من إخراج محمد السيد عيسى، وتأليف طارق عثمان.

## الممثلون
شارك في المُسلسل عددًا من الفنانين:
- صالح حمد (أمبيريك)، بدور «صالح».
- عبد المحسن الخلفان، بدور «ناصر».
- حسين البدر، بدور «حمد أبو عبد الله».
- رضا علي حسين، بدور «يوسف».
- أحمد العامر.
- سولاف محمد (سولاف أحمد).
- نادية الغضبان.
- ثائر شامل.
- صابر يوسف.
- زكية الخنجي، بدور «زينة الخادمة».
- سناء عفيفي.
- أمل عباس، بدور «أمل الصحفية».
- سمر عراقي.
- نعيمة الكنعاني.
- أنوار سعيد (أنوار أحمد)، بدور «إحدى موظفات الشركة».
- ليلى إبراهيم.
- منى ونان.
- شويكار محمد
- محمد حرب.
- حسين رمضان.
- غانم الحداد، بدور «طفل».
- فاطمة العامر، بدور «طفلة».

## وصلات خارجية
- مسلسل سيدي الرجل لا على قاعدة بيانات الأفلام العربية.